# Міська рада (станція метро)
47°54′31″ пн. ш. 33°23′48″ сх. д. / 47.9086° пн. ш. 33.3967° сх. д.
«Міська рада» (до 2024  —  Будинок Рад) — підземна станція Криворізького преметро. Відкрита 13 лютого 1988 року. Приймає маршрути: 1М 2М 3М 4М

## Опис
Конструктивно, станція «Будинок Рад» повністю повторює сусідню станцію «Проспект Металургів»: «харківське» односклепіння, два підземних вестибюлі з виходами, службові приміщення і СТП в продовженні склепіння станції, круглі тунелі по обидва боки. Відрізняється вона лише оздобленням: червоний мармур обраний основним оздоблювальним матеріалом у нижній частині колійної стіни й на підлозі, склепіння виконано із горіхового набору шестигранників, що нагадує бджолині стільники. Вздовж кожної колійної стіни розташовані по три мозаїчних панно радянської тематики.
Рух поїздів на станції лівосторонній — на перегоні «Мудрьона» — «Будинок Рад» відбувається перетин тунелів у вертикальному перерізі.

## Історія
Початково, з 13 червня 1988 рух на станції було відкрито в човниковому режимі. Будівництво станцій «Проспект Металургів» і «Кільцева» затримувалося. Регулярний маршрутний рух здійснювався на дистанції «Дзержинська» — «Майдан Праці». Було вирішено пустити два човникові тривагонні потяги по кожній колії для руху пасажирів з «Дзержинської» до «Будинку Рад». У цьому режимі станція працювала трохи більше року.
З 2 травня 1989 року рух тут став транзитним — таким, яким він є зараз.
З 26 липня 2024 року станція була перейменована на «Міська рада».

## Галерея

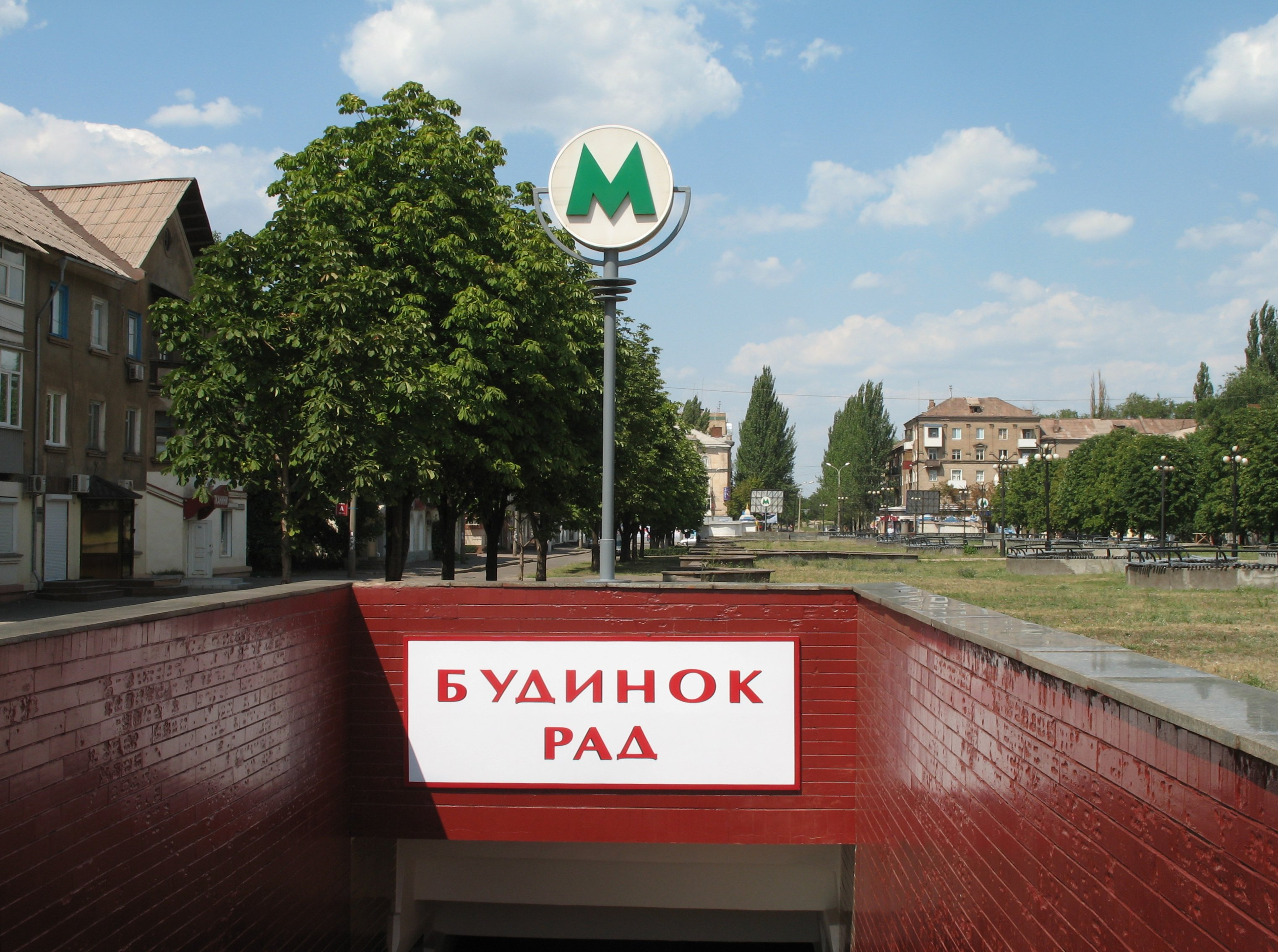
Вхід до станції
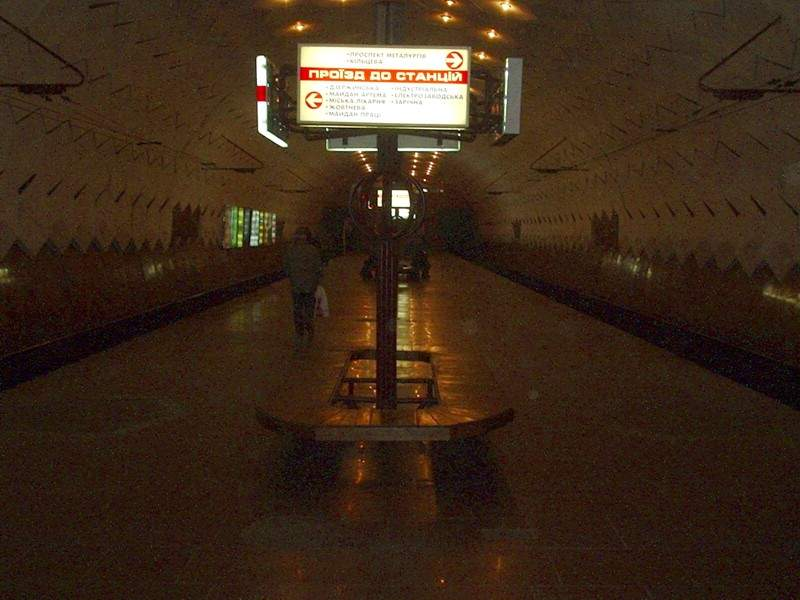
Вказівник напрямків руху поїздів на платформі
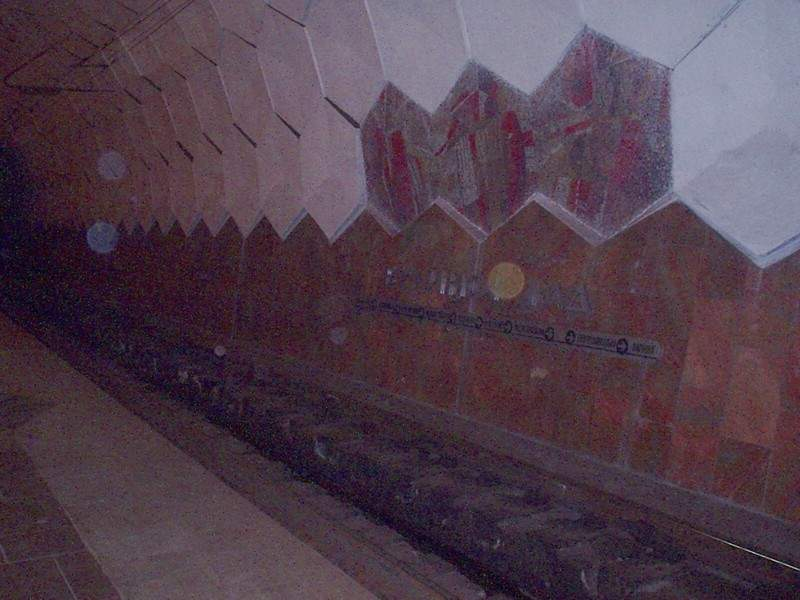
Колійна стіна

## Оголошення інформатора
- Обережно, двері зачиняються! Наступна станція «Будинок Рад» [Архівовано 12 червня 2010 у Wayback Machine.]
- Станція «Будинок Рад» [Архівовано 12 червня 2010 у Wayback Machine.]